# Repubblica di Maschito
(Michele Mancino, Maschito - La prima Repubblica in Italia, Galzerano Editore, Salerno, 1992, pag. 70)

Gerarchi maschitani in posa

La Repubblica di Maschito (settembre-ottobre 1943) fu una delle prime repubbliche partigiane nate dalla Resistenza. Ebbe origine in Basilicata, nell'attuale Provincia di Potenza, il 15 settembre 1943 e durò per venti giorni fino all'arresto di Domenico Bochicchio, quando, rimanendo sindaco Giuseppe Guglielmucci, il paese fu sottoposto al prefetto Lapenna. Caso raro di una rivolta antifascista nel Meridione, l'esperienza maschitana si caratterizzò per il rovesciamento del Regime fascista e della Monarchia e per l'avanzamento di misure economiche e giuridiche in aperta opposizione al latifondismo fin lì vigente.

## L'organizzazione politica

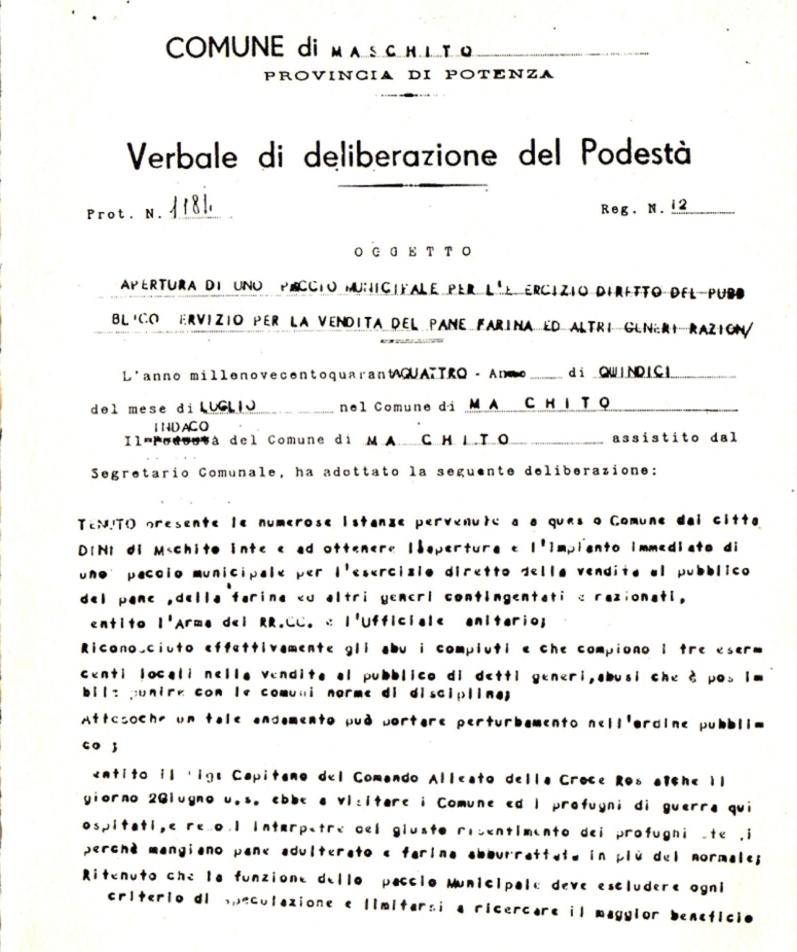
Il verbale che regola la distribuzione dei generi alimentari

Dopo la presa del potere Bochicchio cercò di restaurare le istituzioni democratiche esistenti prima del fascismo. Iniziò creando il Consiglio comunale (formato da sette membri) a cui si pose a capo; poi fu nominato Sindaco, e furono eletti gli assessori. Il Consiglio esercitò la sua attività politico-programmatica con sedute pubbliche e il popolo partecipava alle discussioni e determinava le decisioni.
Il Consiglio, appena insediato, iniziò un lungo esame della situazione, durato tutta la notte. L'assemblea insediata dal popolo discusse e adottò una serie di decisioni che riguardavano i problemi reali della vita quotidiana, dal punto di vista politico tre furono le decisioni più emblematiche, che anticiparono di tre anni le decisioni dello Stato Italiano:
- La dichiarazione di decadenza del Regime fascista e della relativa milizia;
- La dichiarazione di decadenza della Monarchia;
- La dichiarazione dell'istituzione della Repubblica.

I promotori della rivolta pensarono subito anche una riforma fiscale, che colpì soprattutto le classi più ricche. Dopo ripristinarono le libertà negate nel periodo fascista. I capi della rivolta erano analfabeti e quindi non potevano redigere verbali e firmare atti, perciò a Bochicchio fu suggerito di invitare Giuseppe Guglielmucci per affidargli il ruolo di sindaco, questi accettò e la difficoltà fu superata. Guglielmucci, però, aveva un ruolo di sindaco-notaio in quanto le decisioni erano ancora prese da Bochicchio, acclamato sindaco dal popolo. Dopo ciò si riorganizzò la vita amministrativa: ciascuno dà il proprio contributo e il popolo ne è entusiasta. Fu riorganizzato il servizio di distribuzione degli alimenti diretto da Guglielmucci e da suoi amici fidati. Giuseppe Guglielmucci rimase per mesi sindaco del paese anche se i promotori della rivolta furono arrestati per ben tre volte. La vita politico-amministrativa del paese riprese solamente nell'aprile del 1946 quando fu eletto il Consiglio comunale e il Sindaco, il democristiano Giuseppe Santoianni.